# Constitución de marzo (Austria)
La Constitución de marzo, la Constitución de marzo impuesta o la Constitución de Stadion (en alemán: Oktroyierte Märzverfassung  o Oktroyierte Stadionverfassung) fue una constitución "irrevocable" del Imperio austríaco promulgada por el ministro del Interior, el Conde Stadion, entre el 4 de marzo y el 7 de marzo de 1849 hasta que fue revocada por la Patente de Nochevieja (Silvesterpatent) del emperador Francisco José I el 31 de diciembre de 1851. La Constitución de Stadion era de naturaleza muy centralista, y proporcionaba un poder muy fuerte para el monarca, también marcaba el camino del neo-absolutismo en los territorios gobernados por los Habsburgo. Se había adelantado a la Constitución de Kremsier del Parlamento de Kremsier. Esta situación duraría hasta el Diploma de octubre del 20 de octubre de 1860 y la posterior de Patente de febrero del 26 de febrero de 1861.

## Hungría
La Constitución de marzo reclamada[cita requerida]   poder de los Habsburgo después de las concesiones que había hecho durante las revoluciones de 1848. En el Reino de Hungría, revocó las Leyes de abril y redujo el territorio y el estado de Hungría dentro del Imperio, lo que provocó una renovación de la Revolución húngara. La constitución fue aceptada por la Dieta Imperial de Austria (Reichsrat), donde Hungría no tenía representación, y que tradicionalmente no tenía poder legislativo en el territorio del Reino de Hungría; A pesar de esto, también trató de abolir la Dieta de Hungría (que existía como el poder legislativo supremo en Hungría desde finales del siglo XII.) La nueva constitución austriaca también fue en contra de la constitución histórica de Hungría e intentó anularla.